# Istriloculina
Istriloculina es un género de foraminífero bentónico de la subfamilia Hauerininae, de la familia Hauerinidae, de la superfamilia Milioloidea, del suborden Miliolina y del orden Miliolida. Su especie tipo es Pyrgo eliptica. Su rango cronoestratigráfico abarca desde el Berriasiense superior hasta el Aptiense inferior (Cretácico inferior).

## Clasificación
Istriloculina incluye a las siguientes especies:
- Istriloculina alimanensis †
- Istriloculina eliptica †
- Istriloculina emiliae †
- Istriloculina fabaria †
- Istriloculina granumtritici †
- Istriloculina rectoangularia †
- Istriloculina terekensis †
- Istriloculina zajukensis †